# Spelartrupper under världsmästerskapet i futsal 2012
Den här artikeln innehåller alla spelartrupper under världsmästerskapet i futsal 2012 som spelades i Thailand 3 till 9 november 2012. Lagen fick ta med en trupp på 14 spelare, varav två målvakter.
| Innehållsförteckning                       | Innehållsförteckning              | Innehållsförteckning                  | Innehållsförteckning                      | Innehållsförteckning                  | Innehållsförteckning                           |
| Grupp A                                    | Grupp B                           | Grupp C                               | Grupp D                                   | Grupp E                               | Grupp F                                        |
| ------------------------------------------ | --------------------------------- | ------------------------------------- | ----------------------------------------- | ------------------------------------- | ---------------------------------------------- |
| Costa Rica · Paraguay · Thailand · Ukraina | Iran · Marocko · Panama · Spanien | Brasilien · Japan · Libyen · Portugal | Argentina · Australien · Italien · Mexiko | Egypten · Kuwait · Serbien · Tjeckien | Colombia · Guatemala · Ryssland · Salomonöarna |

## Costa Rica
| Nr | Pos. | Namn               | Födelsedatum (ålder)     | Matcher | Mål |            | Klubb                 |
| -- | ---- | ------------------ | ------------------------ | ------- | --- | ---------- | --------------------- |
| 1  | MV   | Jairo Toruno       | 22 november 1983 (28 år) |         |     | Costa Rica | T Shirt Mundo         |
| 2  | A    | Adonay Vindas      | 25 oktober 1985 (27 år)  |         |     | Costa Rica | Borussia              |
| 3  | MV   | Justin Wallace     | 28 maj 1985 (27 år)      |         |     | Costa Rica | Barrio Peralta        |
| 4  | A    | Luis Navarrete     | 25 augusti 1991 (21 år)  |         |     | Costa Rica | Municipal Alajuela    |
| 5  | F    | Edwin Cubillo      | 23 augusti 1987 (25 år)  |         |     | Costa Rica | Borussia              |
| 6  | A    | Jorge Arias        | 13 februari 1984 (28 år) |         |     | Costa Rica | T Shirt Mundo         |
| 7  | F    | Alejandro Paniagua | 20 maj 1986 (26 år)      |         |     | Costa Rica | Barrio Peralta        |
| 8  | A    | Jose Guevara       | 16 mars 1991 (21 år)     |         |     | Costa Rica | Barrio Peralta        |
| 9  | F    | Marco Carvajal     | 2 december 1981 (30 år)  |         |     | Costa Rica | Goicoechea - Extremos |
| 10 | A    | Michael Cordoba    | 1 juni 1983 (29 år)      |         |     | Costa Rica | Goicoechea - Extremos |
| 11 | A    | Aaron Jerez        | 24 februari 1982 (30 år) |         |     | Costa Rica | Paraiso Futsal        |
| 12 | A    | Diego Zuniga       | 11 juli 1990 (22 år)     |         |     | Costa Rica | T Shirt Mundo         |
| 13 | A    | Erick Brenes       | 16 december 1989 (22 år) |         |     | Costa Rica | Paraiso Futsal        |
| 14 | MV   | Alvaro Santamaria  | 1 april 1988 (24 år)     |         |     | Costa Rica | Barrio Peralta        |

## Paraguay
| Nr | Pos. | Namn                | Födelsedatum (ålder)      | Matcher | Mål |          | Klubb         |
| -- | ---- | ------------------- | ------------------------- | ------- | --- | -------- | ------------- |
| 1  | MV   | Carlos Espinola     | 6 april 1981 (31 år)      |         |     | Paraguay | Pablo Rojas   |
| 2  | MF   | Enmanuel Ayala      | 3 december 1985 (26 år)   |         |     | Italien  | Acqua Claudia |
| 3  | F    | Fabio Alcaraz       | 7 januari 1982 (30 år)    |         |     | Italien  | Lazio         |
| 4  | MF   | Gabriel Ayala       | 3 december 1985 (26 år)   |         |     | Italien  | Acqua Claudia |
| 5  | F    | Jose Luis Santander | 10 april 1981 (31 år)     |         |     | Paraguay | Stars Club    |
| 6  | MF   | Adolfo Salas        | 22 september 1993 (19 år) |         |     | Italien  | Venezia       |
| 7  | A    | Oscar Velazquez     | 26 maj 1984 (28 år)       |         |     | Italien  | Montesilvano  |
| 8  | A    | Nelson Lezcano      | 18 oktober 1987 (25 år)   |         |     | Paraguay | Villa Hayes   |
| 9  | MF   | Juan Salas          | 20 oktober 1990 (22 år)   |         |     | Italien  | Lazio         |
| 10 | MF   | Walter Villalba     | 22 oktober 1977 (35 år)   |         |     | Paraguay | Afemec        |
| 11 | MV   | Luis Molinas        | 16 februari 1987 (25 år)  |         |     | Paraguay | Cerro Porteno |
| 12 | MF   | Marcos Benitez      | 17 februari 1985 (27 år)  |         |     | Italien  | Pescara       |
| 13 | MV   | Gabriel Gimenez     | 29 maj 1984 (28 år)       |         |     | Paraguay | Stars Club    |
| 14 | A    | Rene Villalba       | 8 juli 1981 (31 år)       |         |     | Paraguay | Afemec        |

## Thailand
| Nr | Pos. | Namn                  | Födelsedatum (ålder)     | Matcher | Mål |          | Klubb       |
| -- | ---- | --------------------- | ------------------------ | ------- | --- | -------- | ----------- |
| 1  | MV   | Prakit Dankhunthod    | 30 december 1983 (28 år) |         |     | Thailand | Thai Port   |
| 2  | F    | Konghla Lakka         | 10 maj 1986 (26 år)      |         |     | Thailand | Surat Thani |
| 3  | F    | Natee Jeepon          | 28 oktober 1986 (26 år)  |         |     | Thailand | Lampang     |
| 4  | F    | Piyapan Ratana        | 16 juli 1985 (27 år)     |         |     | Thailand | Thai Port   |
| 5  | MF   | Jirawat Sornwichian   | 25 oktober 1988 (24 år)  |         |     | Thailand | Surat Thani |
| 6  | MF   | Thananchai Chomboon   | 26 juni 1985 (27 år)     |         |     | Thailand | Surat Thani |
| 7  | MF   | Kritsada Wongkaeo     | 29 april 1988 (24 år)    |         |     | Thailand | G.H. RBAC   |
| 8  | A    | Jetsada Chudech       | 20 februari 1989 (23 år) |         |     | Thailand | Rajnavy     |
| 9  | A    | Suphawut Thueanklang  | 14 juli 1989 (23 år)     |         |     | Thailand | G.H. RBAC   |
| 10 | MF   | Apiwat Chaemcharoen   | 31 mars 1991 (21 år)     |         |     | Thailand | G.H. RBAC   |
| 11 | MF   | Nattavut Madyalan     | 12 april 1990 (22 år)    |         |     | Thailand | Thai Port   |
| 12 | MV   | Surapong Tompa        | 25 november 1978 (33 år) |         |     | Thailand | Rajnavy     |
| 13 | A    | Aref Ahamah           | 15 januari 1987 (25 år)  |         |     | Thailand | Thai Port   |
| 14 | MF   | Keattiyot Chalaemkhet | 2 november 1989 (22 år)  |         |     | Thailand | G.H. RBAC   |

## Ukraina
| Nr | Pos. | Namn               | Födelsedatum (ålder)      | Matcher | Mål |          | Klubb                  |
| -- | ---- | ------------------ | ------------------------- | ------- | --- | -------- | ---------------------- |
| 1  | MV   | Ievgen Ivanyak     | 28 september 1982 (30 år) |         |     | Ukraina  | MFK Lokomotiv Charkiv  |
| 2  | A    | Mykhaylo Romanov   | 21 juli 1983 (29 år)      |         |     | Ryssland | Politekh St Petersburg |
| 3  | F    | Stepan Struk       | 12 december 1984 (27 år)  |         |     | Ukraina  | Energia Lviv           |
| 4  | MF   | Sergiy Zhurba      | 14 mars 1987 (25 år)      |         |     | Ukraina  | MFK Lokomotiv Charkiv  |
| 5  | A    | Dmytro Sorokin     | 14 juli 1988 (24 år)      |         |     | Ukraina  | MFK Lokomotiv Charkiv  |
| 6  | MF   | Sergiy Cheporniuk  | 18 april 1982 (30 år)     |         |     | Ukraina  | Energia Lviv           |
| 7  | F    | Maksym Pavlenko    | 15 september 1975 (37 år) |         |     | Ukraina  | Energia Lviv           |
| 8  | A    | Ievgen Rogachov    | 30 augusti 1983 (29 år)   |         |     | Ukraina  | Energia Lviv           |
| 9  | MF   | Dmytro Fedorchenko | 31 maj 1986 (26 år)       |         |     | Ukraina  | MFK Lokomotiv Charkiv  |
| 10 | MF   | Petro Shoturma     | 27 juni 1992 (20 år)      |         |     | Ukraina  | Uragan Ivano-Frankivsk |
| 11 | A    | Denys Ovsiannikov  | 10 december 1984 (27 år)  |         |     | Ukraina  | Energia Lviv           |
| 12 | MV   | Kyrylo Tsypun      | 30 juli 1987 (25 år)      |         |     | Ukraina  | Uragan Ivano-Frankivsk |
| 13 | F    | Oleksandr Sorokin  | 13 augusti 1987 (25 år)   |         |     | Ukraina  | MFK Lokomotiv Charkiv  |
| 14 | MV   | Dmytro Lytvynenko  | 16 april 1987 (25 år)     |         |     | Ukraina  | MFK Lokomotiv Charkiv  |

## Iran
| Nr | Pos. | Namn               | Födelsedatum (ålder)      | Matcher | Mål |      | Klubb             |
| -- | ---- | ------------------ | ------------------------- | ------- | --- | ---- | ----------------- |
| 1  | MV   | Alireza Samimi     | 29 juni 1987 (25 år)      |         |     | Iran | Melli Haffari     |
| 2  | F    | Ali Kiaei          | 20 april 1987 (25 år)     |         |     | Iran | Mansouri Gharchak |
| 3  | MF   | Ali Rahnama        | 21 maj 1985 (27 år)       |         |     | Iran | Mansouri Gharchak |
| 4  | F    | Mohammad Keshavarz | 5 juli 1982 (30 år)       |         |     | Iran | Giti Pasand       |
| 5  | F    | Hamid Ahmadi       | 24 november 1988 (23 år)  |         |     | Iran | Mansouri Gharchak |
| 6  | MF   | Afshin Kazemi      | 23 november 1986 (25 år)  |         |     | Iran | Giti Pasand       |
| 7  | MF   | Ali Hassanzadeh    | 2 november 1987 (24 år)   |         |     | Iran | Saba Qom          |
| 8  | MF   | Mostafa Tayyebi    | 9 juni 1987 (25 år)       |         |     | Iran | Mansouri Gharchak |
| 9  | A    | Masoud Daneshvar   | 30 januari 1988 (24 år)   |         |     | Iran | Arjan Shiraz      |
| 10 | A    | Mohammad Taheri    | 2 maj 1985 (27 år)        |         |     | Iran | Mansouri Gharchak |
| 11 | A    | Hossein Tayebi     | 29 september 1988 (24 år) |         |     | Iran | Giti Pasand       |
| 12 | MV   | Mostafa Nazari     | 11 december 1982 (29 år)  |         |     | Iran | Dabiri            |
| 13 | MF   | Ahmad Esmaeilpour  | 8 september 1988 (24 år)  |         |     | Iran | Giti Pasand       |
| 14 | MV   | Sepehr Mohammadi   | 8 augusti 1989 (23 år)    |         |     | Iran | Giti Pasand       |

## Marocko
| Nr | Pos. | Namn               | Födelsedatum (ålder)      | Matcher | Mål |         | Klubb               |
| -- | ---- | ------------------ | ------------------------- | ------- | --- | ------- | ------------------- |
| 1  | MV   | Rabie Zaari        | 26 juli 1981 (31 år)      |         |     | Marocko | KAC Kenitra         |
| 2  | A    | Soufiane El Mesrar | 5 juni 1990 (22 år)       |         |     | Marocko | Dynamo Kenitra      |
| 3  | MF   | Hatim Ouahabi      | 26 juni 1988 (24 år)      |         |     | Marocko | Ajax Tetouan        |
| 4  | F    | Mohammed Dahou     | 20 juni 1984 (28 år)      |         |     | Marocko | Ajax Tanger         |
| 5  | MF   | Youssef El Mazray  | 1 juli 1987 (25 år)       |         |     | Marocko | Feth Sportif Settat |
| 6  | A    | Yahya Baya         | 23 januari 1979 (33 år)   |         |     | Marocko | KAC Kenitra         |
| 7  | MF   | Bilal Assoufi      | 14 september 1988 (24 år) |         |     | Marocko | Ajax Tanger         |
| 8  | A    | Adil Habil         | 27 maj 1982 (30 år)       |         |     | Marocko | KAC Kenitra         |
| 9  | F    | Mohammed Talibi    | 19 november 1983 (28 år)  |         |     | Marocko | Jeunesse Khouribga  |
| 10 | A    | Aziz Derrou        | 6 juni 1986 (26 år)       |         |     | Marocko | KAC Kenitra         |
| 11 | MF   | Anouar Chrayeh     | 20 juli 1985 (27 år)      |         |     | Marocko | Ajax Tanger         |
| 12 | MV   | Adil El Bettachi   | 6 mars 1981 (31 år)       |         |     | Marocko | Jeunesse Khouribga  |
| 13 | A    | Yahya Jabrane      | 18 juni 1991 (21 år)      |         |     | Marocko | Feth Sportif Settat |
| 14 | MV   | Younes Kelkaghi    | 19 september 1985 (27 år) |         |     | Marocko | Ajax Tanger         |

## Panama
| Nr | Pos. | Namn              | Födelsedatum (ålder)      | Matcher | Mål |        | Klubb       |
| -- | ---- | ----------------- | ------------------------- | ------- | --- | ------ | ----------- |
| 1  | MV   | Valencio Parks    | 28 mars 1987 (25 år)      |         |     | Panama | Curundu     |
| 2  | F    | Miguel Bello      | 18 september 1981 (31 år) |         |     | Panama | Perejil     |
| 3  | MF   | Oscar Hinks       | 20 september 1985 (27 år) |         |     | Panama | San Martin  |
| 4  | F    | Augusto Harrison  | 13 december 1976 (35 år)  |         |     | Panama | San Martin  |
| 5  | MF   | Fernando Mena     | 8 augusti 1990 (22 år)    |         |     | Panama | Perejil     |
| 6  | F    | Edgar Rivas       | 21 april 1989 (23 år)     |         |     | Panama | Santa Marta |
| 7  | MF   | Claudio Goodridge | 2 januari 1990 (22 år)    |         |     | Panama | Santa Marta |
| 8  | MF   | Carlos Perez      | 29 augusti 1986 (26 år)   |         |     | Panama | Perejil     |
| 9  | A    | Miguel Lasso      | 3 december 1985 (26 år)   |         |     | Panama | Chorrillo   |
| 10 | MF   | Alquis Alvarado   | 13 januari 1986 (26 år)   |         |     | Panama | San Martin  |
| 11 | A    | Apolinar Galvez   | 14 november 1976 (35 år)  |         |     | Panama | Samaria     |
| 12 | MV   | Jaime Londono     | 18 januari 1991 (21 år)   |         |     | Panama | Suntracs    |
| 13 | MF   | Michael De Leon   | 1 mars 1989 (23 år)       |         |     | Panama | San Martin  |
| 14 | A    | Enrique Valdes    | 19 augusti 1982 (30 år)   |         |     | Panama | La Turin    |

## Spanien
| Nr | Pos. | Namn          | Födelsedatum (ålder)      | Matcher | Mål |          | Klubb           |
| -- | ---- | ------------- | ------------------------- | ------- | --- | -------- | --------------- |
| 1  | MV   | Cristian      | 27 augusti 1982 (30 år)   |         |     | Spanien  | FC Barcelona    |
| 2  | F    | Ortiz         | 3 oktober 1983 (29 år)    |         |     | Spanien  | Inter Movistar  |
| 3  | F    | Aicardo       | 4 december 1988 (23 år)   |         |     | Spanien  | FC Barcelona    |
| 4  | A    | Torras        | 24 september 1980 (32 år) |         |     | Spanien  | FC Barcelona    |
| 5  | MF   | Fernandão     | 16 augusti 1980 (32 år)   |         |     | Spanien  | FC Barcelona    |
| 6  | A    | Álvaro        | 29 september 1977 (35 år) |         |     | Spanien  | Inter Movistar  |
| 7  | A    | Miguelín      | 9 maj 1985 (27 år)        |         |     | Spanien  | El Pozo         |
| 8  | F    | Kike          | 4 maj 1978 (34 år)        |         |     | Spanien  | El Pozo         |
| 9  | A    | Sergio Lozano | 9 november 1988 (23 år)   |         |     | Spanien  | FC Barcelona    |
| 10 | MF   | Borja         | 16 november 1984 (27 år)  |         |     | Italien  | Marca Futsal    |
| 11 | A    | Lin           | 16 maj 1986 (26 år)       |         |     | Spanien  | FC Barcelona    |
| 12 | MV   | Juanjo        | 19 augusti 1985 (27 år)   |         |     | Spanien  | Inter Movistar  |
| 13 | MV   | Rafa          | 13 juni 1980 (32 år)      |         |     | Spanien  | El Pozo         |
| 14 | A    | Alemao        | 25 juni 1976 (36 år)      |         |     | Ryssland | MFK Dina Moskva |

## Brasilien
| Nr | Pos. | Namn        | Födelsedatum (ålder)     | Matcher | Mål |           | Klubb                    |
| -- | ---- | ----------- | ------------------------ | ------- | --- | --------- | ------------------------ |
| 1  | MV   | Guitta      | 11 juni 1987 (25 år)     |         |     | Brasilien | Intelli Orlandia         |
| 2  | MV   | Tiago       | 9 mars 1981 (31 år)      |         |     | Brasilien | Krona Joinville Dalponte |
| 3  | MV   | Franklin    | 18 maj 1971 (41 år)      |         |     | Brasilien | Corinthians              |
| 4  | A    | Ari         | 6 mars 1982 (30 år)      |         |     | Spanien   | FC Barcelona             |
| 5  | MF   | Rafael      | 16 juni 1983 (29 år)     |         |     | Spanien   | Inter Movistar           |
| 6  | MF   | Gabriel     | 17 november 1980 (31 år) |         |     | Spanien   | FC Barcelona             |
| 7  | MF   | Vinicius    | 31 december 1977 (34 år) |         |     | Brasilien | Intelli Orlandia         |
| 8  | MF   | Simi        | 29 oktober 1977 (35 år)  |         |     | Brasilien | Corinthians              |
| 9  | A    | Jé          | 15 november 1983 (28 år) |         |     | Brasilien | Intelli Orlandia         |
| 10 | MF   | Fernandinho | 1 juli 1983 (29 år)      |         |     | Ukraina   | Dynamo Kyiv              |
| 11 | F    | Neto        | 5 september 1981 (31 år) |         |     | Brasilien | Krona Joinville Dalponte |
| 12 | MF   | Falcão      | 8 juni 1977 (35 år)      |         |     | Brasilien | Intelli Orlandia         |
| 13 | A    | Wilde       | 14 april 1981 (31 år)    |         |     | Spanien   | FC Barcelona             |
| 14 | F    | Rodrigo     | 7 juni 1984 (28 år)      |         |     | Brasilien | Carlos Barbosa           |

## Japan
| Nr | Pos. | Namn               | Födelsedatum (ålder)     | Matcher | Mål |       | Klubb           |
| -- | ---- | ------------------ | ------------------------ | ------- | --- | ----- | --------------- |
| 1  | MV   | Hisamitsu Kawahara | 24 november 1978 (33 år) |         |     | Japan | Nagoya Oceans   |
| 2  | MV   | Jun Fujiwara       | 23 november 1982 (29 år) |         |     | Japan | Bardral Urayasu |
| 3  | F    | Wataru Kitahara    | 2 augusti 1982 (30 år)   |         |     | Japan | Nagoya Oceans   |
| 4  | F    | Yusuke Komiyama    | 22 december 1979 (32 år) |         |     | Japan | Bardral Urayasu |
| 5  | F    | Tetsuya Murakami   | 8 augusti 1967 (45 år)   |         |     | Japan | Shriker Osaka   |
| 6  | MF   | Nobuya Osodo       | 28 juni 1983 (29 år)     |         |     | Japan | Vasagey Oita    |
| 7  | A    | Kaoru Morioka      | 7 april 1979 (33 år)     |         |     | Japan | Nagoya Oceans   |
| 8  | A    | Kensuke Takahashi  | 8 maj 1982 (30 år)       |         |     | Japan | Bardral Urayasu |
| 9  | A    | Shota Hoshi        | 17 november 1985 (26 år) |         |     | Japan | Bardral Urayasu |
| 10 | MF   | Kenichiro Kogure   | 11 november 1979 (32 år) |         |     | Japan | Nagoya Oceans   |
| 11 | A    | Kazu Miura         | 26 februari 1967 (45 år) |         |     | Japan | Yokohama FC     |
| 12 | MV   | Toru Fukimbara     | 18 oktober 1982 (30 år)  |         |     | Japan | Deucao Kobe     |
| 13 | MF   | Katsutoshi Henmi   | 30 juli 1992 (20 år)     |         |     | Japan | Nagoya Oceans   |
| 14 | MF   | Kotaro Inaba       | 22 december 1982 (29 år) |         |     | Japan | Bardral Urayasu |

## Libyen
| Nr | Pos. | Namn             | Födelsedatum (ålder)     | Matcher | Mål |        | Klubb              |
| -- | ---- | ---------------- | ------------------------ | ------- | --- | ------ | ------------------ |
| 1  | MV   | Yousef Bensaed   | 31 oktober 1983 (29 år)  |         |     | Libyen | Adhahra            |
| 2  | F    | Ahmed Faraj      | 22 december 1987 (24 år) |         |     | Libyen | Al Amen            |
| 3  | A    | Bader Hasan      | 1 oktober 1987 (25 år)   |         |     | Libyen | Al Jazera Sabha    |
| 4  | F    | Mohamed Rageb    | 12 oktober 1987 (25 år)  |         |     | Libyen | Al Ittihad Tripoli |
| 5  | A    | Abdusalam Sherad | 20 november 1990 (21 år) |         |     | Libyen | Al Ittihad Tripoli |
| 6  | A    | Rabia Abdel      | 19 juni 1985 (27 år)     |         |     |        | klubblös           |
| 7  | A    | Reda Fathe       | 20 januari 1986 (26 år)  |         |     | Libyen | Al Ahli Benghazi   |
| 8  | MF   | Husam Al Wahishi | 28 juli 1986 (26 år)     |         |     | Libyen | Al Ahli Benghazi   |
| 9  | A    | Ahamed Fathe     | 18 december 1987 (24 år) |         |     | Libyen | Al Ahli Benghazi   |
| 10 | F    | Mohamed Rahoma   | 5 maj 1984 (28 år)       |         |     |        | klubblös           |
| 11 | MF   | Younis Shames    | 11 juni 1991 (21 år)     |         |     | Libyen | Al Tersana         |
| 12 | MV   | Ramzi Al Sharif  | 28 november 1988 (23 år) |         |     | Libyen | Al Ahli Benghazi   |
| 13 | A    | Salem Aghila     | 24 december 1989 (22 år) |         |     | Libyen | Al Khutut          |
| 14 | MV   | Husam Altumi     | 28 december 1990 (21 år) |         |     | Libyen | Adhahra            |

## Portugal
| Nr | Pos. | Namn          | Födelsedatum (ålder)     | Matcher | Mål |          | Klubb          |
| -- | ---- | ------------- | ------------------------ | ------- | --- | -------- | -------------- |
| 1  | MV   | João Benedito | 7 oktober 1978 (34 år)   |         |     | Portugal | Sporting CP    |
| 2  | A    | Paulinho      | 12 mars 1983 (29 år)     |         |     | Portugal | Sporting CP    |
| 3  | A    | Leitão        | 3 januari 1981 (31 år)   |         |     | Portugal | Sporting CP    |
| 4  | A    | Pedro Cary    | 10 maj 1984 (28 år)      |         |     | Portugal | Sporting CP    |
| 5  | MF   | Nandinho      | 18 december 1982 (29 år) |         |     | Portugal | Modicus Sandim |
| 6  | MF   | Arnaldo       | 16 juni 1979 (33 år)     |         |     | Lettland | Nikars         |
| 7  | A    | Cardinal      | 26 juni 1985 (27 år)     |         |     | Portugal | Rio Ave        |
| 8  | MF   | Djo           | 11 januari 1986 (26 år)  |         |     | Portugal | Sporting CP    |
| 9  | F    | Gonçalo       | 1 juli 1977 (35 år)      |         |     | Portugal | Sl Benfica     |
| 10 | MF   | Ricardinho    | 3 september 1985 (27 år) |         |     | Japan    | Nagoya Oceans  |
| 11 | F    | João Matos    | 21 februari 1987 (25 år) |         |     | Portugal | Sporting CP    |
| 12 | MV   | Bebé          | 19 maj 1983 (29 år)      |         |     | Portugal | Sl Benfica     |
| 13 | MF   | Marinho       | 30 mars 1985 (27 år)     |         |     | Portugal | Sl Benfica     |
| 14 | MV   | André Sousa   | 25 februari 1986 (26 år) |         |     | Portugal | Operario       |

## Argentina
| Nr | Pos. | Namn               | Födelsedatum (ålder)     | Matcher | Mål |           | Klubb              |
| -- | ---- | ------------------ | ------------------------ | ------- | --- | --------- | ------------------ |
| 1  | MV   | Santiago Elias     | 2 februari 1983 (29 år)  |         |     | Argentina | Pinocho            |
| 2  | F    | Damian Stazzone    | 31 januari 1986 (26 år)  |         |     | Italien   | Latina             |
| 3  | MF   | Matias Lucuix      | 20 november 1985 (26 år) |         |     | Spanien   | Inter Movistar     |
| 4  | F    | Pablo Belsito      | 29 mars 1986 (26 år)     |         |     | Italien   | Gruppo Fassina     |
| 5  | MF   | Pablo Taborda      | 3 september 1986 (26 år) |         |     | Argentina | Boca Juniors       |
| 6  | MF   | Maximiliano Rescia | 29 oktober 1987 (25 år)  |         |     | Italien   | Futsal Samb        |
| 7  | MF   | Leandro Cuzzolino  | 21 maj 1987 (25 år)      |         |     | Italien   | Montesilvano       |
| 8  | MF   | Hernan Garcias     | 2 juni 1978 (34 år)      |         |     | Italien   | Asti               |
| 9  | A    | Cristian Borruto   | 7 maj 1987 (25 år)       |         |     | Italien   | Montesilvano       |
| 10 | A    | Martin Amas        | 25 oktober 1984 (28 år)  |         |     | Spanien   | Manacor            |
| 11 | MF   | Santiago Basile    | 25 juli 1988 (24 år)     |         |     | Argentina | Boca Juniors       |
| 12 | MV   | Matias Quevedo     | 11 mars 1984 (28 år)     |         |     | Argentina | Ferro Carril Oeste |
| 13 | A    | Alamiro Vaporaki   | 1 december 1983 (28 år)  |         |     | Argentina | Boca Juniors       |
| 14 | A    | Alan Calo          | 6 april 1987 (25 år)     |         |     | Argentina | Pinocho            |

## Australien
| Nr | Pos. | Namn                | Födelsedatum (ålder)      | Matcher | Mål |            | Klubb                   |
| -- | ---- | ------------------- | ------------------------- | ------- | --- | ---------- | ----------------------- |
| 1  | MV   | Peter Spathis       | 9 april 1981 (31 år)      |         |     | Australien | East Coast Heat         |
| 2  | MF   | Aaron Cimitile      | 8 april 1991 (21 år)      |         |     | Australien | East Coast Heat         |
| 3  | MF   | Jarrod Basger       | 9 februari 1991 (21 år)   |         |     | Australien | Maccabi Hakoah          |
| 4  | F    | Gregory Giovenali   | 14 augusti 1987 (25 år)   |         |     | Australien | Dural Warriors          |
| 5  | MF   | Nathan Niski        | 24 maj 1993 (19 år)       |         |     | Australien | Dural Warriors          |
| 6  | A    | Daniel Fogarty      | 10 januari 1991 (21 år)   |         |     | Australien | West City Crusaders     |
| 7  | F    | Tobias Seeto        | 26 mars 1988 (24 år)      |         |     | Australien | Dural Warriors          |
| 8  | A    | Fernando            | 21 januari 1980 (32 år)   |         |     | Australien | Victoria Vipers         |
| 9  | A    | Chris Zeballos      | 16 juni 1986 (26 år)      |         |     | Australien | East Coast Heat         |
| 10 | A    | Lachlan Wright      | 6 februari 1981 (31 år)   |         |     | Australien | Enfield Rovers          |
| 11 | MF   | Danny Ngaluafe      | 18 juni 1987 (25 år)      |         |     |            | klubblös                |
| 12 | MV   | Gavin O Brien       | 30 september 1977 (35 år) |         |     | Australien | Campbelltown City Quake |
| 13 | MV   | Angelo Konstantinou | 8 november 1978 (33 år)   |         |     | Australien | Boomerangs              |
| 14 | MF   | Keenan Duimpies     | 12 december 1989 (22 år)  |         |     |            | klubblös                |

## Italien
| Nr | Pos. | Namn               | Födelsedatum (ålder)      | Matcher | Mål |         | Klubb            |
| -- | ---- | ------------------ | ------------------------- | ------- | --- | ------- | ---------------- |
| 1  | MV   | Stefano Mammarella | 2 februari 1984 (28 år)   |         |     | Italien | Montesilvano     |
| 2  | F    | Marco Ercolessi    | 15 maj 1986 (26 år)       |         |     | Italien | Marca Futsal     |
| 3  | F    | Marcio Forte       | 23 april 1977 (35 år)     |         |     | Italien | Lazio            |
| 4  | F    | Sergio Romano      | 28 september 1987 (25 år) |         |     | Italien | Cogianco Genzano |
| 5  | F    | Luca Leggiero      | 11 november 1984 (27 år)  |         |     | Italien | Sport Five       |
| 6  | A    | Humberto Honorio   | 21 juli 1983 (29 år)      |         |     | Italien | Luparense        |
| 7  | A    | Giuseppe Mentasti  | 6 juni 1991 (21 år)       |         |     | Italien | Cogianco Genzano |
| 8  | A    | Rodolfo Fortino    | 30 april 1983 (29 år)     |         |     | Italien | Asti             |
| 9  | A    | Alex Merlim        | 15 juli 1986 (26 år)      |         |     | Italien | Luparense        |
| 10 | A    | Jairo Dos Santos   | 18 juli 1984 (28 år)      |         |     | Italien | Asti             |
| 11 | F    | Saad Assis         | 26 oktober 1979 (33 år)   |         |     | Spanien | FC Barcelona     |
| 12 | MV   | Valerio Barigelli  | 19 oktober 1982 (30 år)   |         |     | Italien | Lazio            |
| 13 | F    | Gabriel Lima       | 19 augusti 1987 (25 år)   |         |     | Italien | Asti             |
| 14 | MV   | Michele Miarelli   | 29 april 1984 (28 år)     |         |     | Italien | Cogianco Genzano |

## Mexiko
| Nr | Pos. | Namn            | Födelsedatum (ålder)      | Matcher | Mål |     | Klubb         |
| -- | ---- | --------------- | ------------------------- | ------- | --- | --- | ------------- |
| 1  | MV   | Alonso Saavedra | 8 november 1980 (31 år)   |         |     |     | klubblös      |
| 2  | MF   | Angel Rodriguez | 21 februari 1985 (27 år)  |         |     |     | klubblös      |
| 3  | F    | Benjamin Mosco  | 2 september 1985 (27 år)  |         |     |     | klubblös      |
| 4  | F    | Francisco Cati  | 18 december 1981 (30 år)  |         |     |     | klubblös      |
| 5  | F    | Adrian Gonzalez | 21 mars 1986 (26 år)      |         |     |     | klubblös      |
| 6  | MF   | Miguel Limon    | 6 augusti 1985 (27 år)    |         |     |     | klubblös      |
| 7  | MF   | Jorge Rodriguez | 4 maj 1983 (29 år)        |         |     |     | klubblös      |
| 8  | MF   | Victor Quiroz   | 8 september 1976 (36 år)  |         |     | USA | Wichita Wings |
| 9  | A    | Carlos Ramirez  | 6 november 1976 (35 år)   |         |     |     | klubblös      |
| 10 | MF   | Gustavo Rosales | 26 februari 1981 (31 år)  |         |     |     | klubblös      |
| 11 | MF   | Morgan Plata    | 11 december 1981 (30 år)  |         |     |     | klubblös      |
| 12 | MV   | Miguel Estrada  | 11 juli 1983 (29 år)      |         |     |     | klubblös      |
| 13 | MF   | Jorge Quiroz    | 29 september 1981 (31 år) |         |     |     | klubblös      |
| 14 | A    | Omar Cervantes  | 27 september 1985 (27 år) |         |     |     | klubblös      |

## Egypten
| Nr | Pos. | Namn             | Födelsedatum (ålder)    | Matcher | Mål |         | Klubb              |
| -- | ---- | ---------------- | ----------------------- | ------- | --- | ------- | ------------------ |
| 1  | MV   | Hema             | 28 maj 1975 (37 år)     |         |     | Egypten | El Shams           |
| 2  | F    | Ahmed El Agouz   | 21 maj 1978 (34 år)     |         |     | Egypten | El Shams           |
| 3  | MF   | Eslam Shalaby    | 1 december 1989 (22 år) |         |     | Egypten | Misr El Makasa     |
| 4  | F    | Mohamed Edrees   | 6 januari 1981 (31 år)  |         |     | Egypten | Police             |
| 5  | F    | Bougy            | 18 mars 1987 (25 år)    |         |     | Egypten | El Shams           |
| 6  | MF   | Mostafa Nader    | 14 oktober 1984 (28 år) |         |     | Egypten | Police             |
| 7  | F    | Ahmed Abou Serie | 30 oktober 1979 (33 år) |         |     | Egypten | Mit Oqba           |
| 8  | A    | Mizo             | 15 oktober 1985 (27 år) |         |     | Egypten | El Shams           |
| 9  | A    | Ramadan Samasry  | 11 juli 1982 (30 år)    |         |     | Egypten | El Shams           |
| 10 | A    | Islam El Darwj   | 3 augusti 1983 (29 år)  |         |     | Egypten | Police             |
| 11 | A    | Ahmed Hussein    | 1 februari 1984 (28 år) |         |     | Egypten | Arab Contractors   |
| 12 | MV   | Hussein Gharib   | 4 mars 1978 (34 år)     |         |     | Egypten | Misr El Makasa     |
| 13 | F    | Islam Gamila     | 1 januari 1988 (24 år)  |         |     | Egypten | El Behira Electric |
| 14 | A    | Ahmed Mohamed    | 16 augusti 1982 (30 år) |         |     | Egypten | Misr El Makasa     |

## Kuwait
| Nr | Pos. | Namn                   | Födelsedatum (ålder)     | Matcher | Mål |        | Klubb      |
| -- | ---- | ---------------------- | ------------------------ | ------- | --- | ------ | ---------- |
| 1  | MV   | Abdullah Hayat         | 19 december 1986 (25 år) |         |     | Kuwait | Al Kuwait  |
| 2  | MV   | Mohammed Albedaih      | 22 augusti 1989 (23 år)  |         |     | Kuwait | Al Salmiya |
| 3  | F    | Abdulrahman Almosabehi | 13 juni 1989 (23 år)     |         |     | Kuwait | Al Arabi   |
| 4  | A    | Ahmad Alfarsi          | 30 oktober 1989 (23 år)  |         |     | Kuwait | Kazma      |
| 5  | F    | Hayat Hamad            | 24 december 1986 (25 år) |         |     | Kuwait | Al Yarmouk |
| 6  | A    | Abdulrahman Alwadi     | 9 oktober 1986 (26 år)   |         |     | Kuwait | Qadsia     |
| 7  | A    | Abdulrahman Altawail   | 3 februari 1991 (21 år)  |         |     | Kuwait | Al Kuwait  |
| 8  | F    | Aman Salem             | 30 november 1981 (30 år) |         |     | Kuwait | Khitan     |
| 9  | A    | Ali Albutai            | 9 juni 1983 (29 år)      |         |     | Kuwait | Qadsia     |
| 10 | A    | Shaker Almutairi       | 18 april 1986 (26 år)    |         |     | Kuwait | Fehayheel  |
| 11 | F    | Abdullah Dabi          | 30 juni 1988 (24 år)     |         |     | Kuwait | Qadsia     |
| 12 | F    | Hamad Al Awadhi        | 9 februari 1989 (23 år)  |         |     | Kuwait | Al Yarmouk |
| 13 | MV   | Hani Mhisen            | 4 april 1989 (23 år)     |         |     | Kuwait | Kazma      |
| 14 | A    | Mohammad Mohammad      | 25 maj 1989 (23 år)      |         |     | Kuwait | Al Salmiya |

## Serbien
Förbundskapten: Aca Kovačević
| Nr | Pos. | Namn                 | Födelsedatum (ålder)      | Matcher | Mål |         | Klubb            |
| -- | ---- | -------------------- | ------------------------- | ------- | --- | ------- | ---------------- |
| 1  | MV   | Miodrag Aksentijević | 22 juli 1983 (29 år)      |         |     | Serbien | Ekonomac         |
| 2  | A    | Stefan Rakić         | 22 november 1993 (18 år)  |         |     | Serbien | Ekonomac         |
| 3  | F    | Aleksandar Živanović | 24 juli 1988 (24 år)      |         |     | Serbien | Marbo Intermezzo |
| 4  | F    | Vladimir Milosavac   | 1 december 1985 (26 år)   |         |     | Serbien | Marbo Intermezzo |
| 5  | F    | Bojan Pavićević      | 20 oktober 1975 (37 år)   |         |     | Serbien | Marbo Intermezzo |
| 6  | A    | Boris Čizmar         | 28 augusti 1984 (28 år)   |         |     | Serbien | Marbo Intermezzo |
| 7  | A    | Slobodan Janjić      | 17 februari 1987 (25 år)  |         |     | Serbien | Ekonomac         |
| 8  | A    | Marko Pršić          | 13 september 1990 (22 år) |         |     | Serbien | Marbo Intermezzo |
| 9  | A    | Vladimir Lazić       | 19 juni 1984 (28 år)      |         |     | Serbien | Becej            |
| 10 | A    | Mladen Kocić         | 22 oktober 1988 (24 år)   |         |     | Serbien | Ekonomac         |
| 11 | F    | Dragan Dordević      | 27 april 1984 (28 år)     |         |     | Serbien | Smederevo        |
| 12 | MV   | Aleksa Antonić       | 19 juni 1981 (31 år)      |         |     | Serbien | Marbo Intermezzo |
| 13 | F    | Vidan Bojović        | 27 juni 1979 (33 år)      |         |     | Serbien | Ekonomac         |
| 14 | A    | Slobodan Rajčević    | 28 februari 1985 (27 år)  |         |     | Serbien | Ekonomac         |

## Tjeckien
Förbundskapten: Tomáš Neumann
| Nr | Pos. | Namn           | Födelsedatum (ålder)     | Matcher | Mål |          | Klubb                      |
| -- | ---- | -------------- | ------------------------ | ------- | --- | -------- | -------------------------- |
| 1  | MV   | Jakub Zdánský  | 28 maj 1986 (26 år)      |         |     | Tjeckien | Era Pack Chrudim           |
| 2  | A    | Tomáš Koudelka | 17 december 1990 (21 år) |         |     | Tjeckien | Era Pack Chrudim           |
| 3  | F    | David Cupak    | 27 maj 1989 (23 år)      |         |     | Tjeckien | Helas Brno                 |
| 4  | A    | Matěj Slováček | 8 oktober 1990 (22 år)   |         |     | Tjeckien | Era Pack Chrudim           |
| 5  | F    | Michal Kovács  | 17 april 1990 (22 år)    |         |     | Tjeckien | Tango Brno                 |
| 6  | A    | Jiří Novotný   | 12 juli 1988 (24 år)     |         |     | Tjeckien | Bohemians 1905             |
| 7  | A    | Lukáš Rešetár  | 28 april 1984 (28 år)    |         |     | Tjeckien | Era Pack Chrudim           |
| 8  | A    | Marek Kopecký  | 19 februari 1977 (35 år) |         |     | Tjeckien | Era Pack Chrudim           |
| 9  | F    | David Frič     | 17 februari 1983 (29 år) |         |     | Tjeckien | Bohemians 1905             |
| 10 | A    | Michal Seidler | 5 april 1990 (22 år)     |         |     | Tjeckien | Tango Brno                 |
| 11 | A    | Michal Belej   | 16 november 1982 (29 år) |         |     | Tjeckien | Tango Brno                 |
| 12 | MV   | Libor Gerčák   | 22 juli 1975 (37 år)     |         |     | Tjeckien | Vysoke Myto                |
| 13 | A    | Zdenĕk Sláma   | 28 december 1982 (29 år) |         |     | Tjeckien | Bohemians 1905             |
| 14 | A    | Jan Janovský   | 20 juni 1985 (27 år)     |         |     | Polen    | Podbeskidzie Bielsko-Biala |

## Colombia
| Nr | Pos. | Namn             | Födelsedatum (ålder)      | Matcher | Mål |           | Klubb               |
| -- | ---- | ---------------- | ------------------------- | ------- | --- | --------- | ------------------- |
| 1  | MV   | Juan Lozano      | 17 september 1982 (30 år) |         |     | Colombia  | Deportivo D'martin  |
| 2  | F    | Johann Prado     | 16 oktober 1984 (28 år)   |         |     | Colombia  | Deportivo Lyon      |
| 3  | A    | Luis Barreneche  | 13 januari 1986 (26 år)   |         |     | Colombia  | Talento Dorado      |
| 4  | MF   | Yefri Duque      | 24 mars 1992 (20 år)      |         |     | Colombia  | Deportivo Meta      |
| 5  | F    | Jose Quiroz      | 11 oktober 1985 (27 år)   |         |     | Colombia  | Barranquilla Futsal |
| 6  | A    | Miguel Sierra    | 13 april 1983 (29 år)     |         |     | Venezuela | Caracas Futsal      |
| 7  | MF   | Jhonathan Toro   | 21 mars 1988 (24 år)      |         |     | Venezuela | Deportivo Tachira   |
| 8  | F    | Jorge Abril      | 26 juli 1987 (25 år)      |         |     | Venezuela | Caracas Futsal      |
| 9  | MF   | Andres Reyes     | 24 november 1988 (23 år)  |         |     | Venezuela | Deportivo Tachira   |
| 10 | MF   | Angellott Caro   | 3 december 1988 (23 år)   |         |     | Venezuela | Trujillanos Futsal  |
| 11 | MF   | Alejandro Serna  | 10 september 1986 (26 år) |         |     | Colombia  | Manizales Lineal    |
| 12 | MV   | Carlos Nañez     | 15 december 1984 (27 år)  |         |     | Colombia  | Deportivo Lyon      |
| 13 | A    | Diego Barney     | 25 augusti 1993 (19 år)   |         |     | Colombia  | Deportivo Meta      |
| 14 | MF   | Yeisson Fonnegra | 19 april 1992 (20 år)     |         |     | Colombia  | Talento Dorado      |

## Guatemala
| Nr | Pos. | Namn             | Födelsedatum (ålder)      | Matcher | Mål |           | Klubb         |
| -- | ---- | ---------------- | ------------------------- | ------- | --- | --------- | ------------- |
| 1  | MV   | Carlos Merida    | 27 mars 1978 (34 år)      |         |     | Guatemala | Farmaceuticos |
| 2  | MF   | Manuel Aristondo | 26 februari 1982 (30 år)  |         |     | Guatemala | Glucosoral    |
| 3  | F    | Miguel Santizo   | 17 maj 1985 (27 år)       |         |     | Guatemala | Aquasistemas  |
| 4  | F    | Jose Gonzalez    | 10 december 1986 (25 år)  |         |     | Guatemala | Glucosoral    |
| 5  | F    | Edgar Santizo    | 2 februari 1987 (25 år)   |         |     | Guatemala | Aquasistemas  |
| 6  | A    | Daniel Tejada    | 22 november 1986 (25 år)  |         |     | Guatemala | Glucosoral    |
| 7  | A    | Billy Pineda     | 7 oktober 1986 (26 år)    |         |     | Guatemala | Glucosoral    |
| 8  | MF   | Armando Escobar  | 29 mars 1991 (21 år)      |         |     | Guatemala | Aquasistemas  |
| 9  | A    | Walter Enriquez  | 13 mars 1988 (24 år)      |         |     | Guatemala | Aquasistemas  |
| 10 | A    | Erick Acevedo    | 20 september 1980 (32 år) |         |     | Guatemala | Glucosoral    |
| 11 | A    | Alan Aguilar     | 2 december 1989 (22 år)   |         |     | Guatemala | Glucosoral    |
| 12 | MV   | William Ramirez  | 2 februari 1980 (32 år)   |         |     | Guatemala | Glucosoral    |
| 13 | F    | Estuardo De Leon | 6 juli 1977 (35 år)       |         |     | Guatemala | Glucosoral    |
| 14 | A    | Edgar Macal      | 5 december 1990 (21 år)   |         |     | Guatemala | Deport        |

## Ryssland
| Nr | Pos. | Namn                   | Födelsedatum (ålder)     | Matcher | Mål |          | Klubb                |
| -- | ---- | ---------------------- | ------------------------ | ------- | --- | -------- | -------------------- |
| 1  | MV   | Leonid Klimovskiy      | 22 mars 1983 (29 år)     |         |     | Ryssland | Sibiryak Novosibirsk |
| 2  | A    | Vladislav Shayakhmetov | 25 augusti 1981 (31 år)  |         |     | Ryssland | MFK Dinamo Moskva    |
| 3  | F    | Nikolay Pereverzev     | 15 december 1986 (25 år) |         |     | Ryssland | Tyumen               |
| 4  | A    | Dmitrii Prudnikov      | 6 januari 1988 (24 år)   |         |     | Ryssland | Sinara Ekaterinburg  |
| 5  | MF   | Sergey Sergeev         | 28 juni 1983 (29 år)     |         |     | Ryssland | MFK Dinamo Moskva    |
| 6  | MF   | Pavel Suchilin         | 18 oktober 1985 (27 år)  |         |     | Ryssland | MFK Dinamo Moskva    |
| 7  | A    | Pula                   | 2 december 1980 (31 år)  |         |     | Ryssland | MFK Dinamo Moskva    |
| 8  | A    | Eder Lima              | 29 juni 1984 (28 år)     |         |     | Ryssland | Gazprom Ugra         |
| 9  | F    | Pavel Chistopolov      | 15 mars 1984 (28 år)     |         |     | Ryssland | Gazprom Ugra         |
| 10 | A    | Robinho                | 28 januari 1983 (29 år)  |         |     | Ryssland | Gazprom Ugra         |
| 11 | F    | Cirilo                 | 20 januari 1980 (32 år)  |         |     | Ryssland | MFK Dinamo Moskva    |
| 12 | MV   | Gustavo                | 5 februari 1979 (33 år)  |         |     | Ryssland | MFK Dinamo Moskva    |
| 13 | A    | Alexander Fukin        | 26 mars 1985 (27 år)     |         |     | Ryssland | MFK Dinamo Moskva    |
| 14 | F    | Nikolay Maltsev        | 15 april 1986 (26 år)    |         |     | Ryssland | MFK Dina Moskva      |

## Salomonöarna
| Nr | Pos. | Namn             | Födelsedatum (ålder)     | Matcher | Mål |              | Klubb          |
| -- | ---- | ---------------- | ------------------------ | ------- | --- | ------------ | -------------- |
| 1  | MV   | Anthony Talo     | 8 januari 1996 (16 år)   |         |     | Salomonöarna | Central Kings  |
| 2  | MV   | Paul Huia        | 1 mars 1983 (29 år)      |         |     | Salomonöarna | Brisolona      |
| 3  | MF   | Elliot Ragomo    | 28 maj 1990 (22 år)      |         |     | Salomonöarna | Brisolona      |
| 4  | F    | George Stevenson | 7 februari 1992 (20 år)  |         |     | Salomonöarna | G. Camp United |
| 5  | F    | Stanley Puairana | 24 augusti 1990 (22 år)  |         |     | Salomonöarna | Brisolona      |
| 6  | A    | Moffat Sikwaae   | 30 juni 1990 (22 år)     |         |     | Salomonöarna | Makuru         |
| 7  | F    | James Egeta      | 10 augusti 1990 (22 år)  |         |     | Salomonöarna | Marist         |
| 8  | F    | Jeffery Bule     | 15 november 1991 (20 år) |         |     | Salomonöarna | Koloale        |
| 9  | A    | Micah Leaalafa   | 1 juni 1991 (21 år)      |         |     | Salomonöarna | Kossa          |
| 10 | F    | Samuel Osifelo   | 15 mars 1991 (21 år)     |         |     | Salomonöarna | Kossa          |
| 11 | F    | Coleman Makau    | 25 november 1992 (19 år) |         |     | Salomonöarna | Boks           |
| 13 | F    | Mathias Saru     | 5 februari 1991 (21 år)  |         |     | Salomonöarna | Real Kakamora  |
| 14 | A    | Dickson Ramo     | 14 juli 1990 (22 år)     |         |     | Salomonöarna | Koloale        |